# 沉默的大多數 (雜文)
《沉默的大多数》是中华人民共和国作家王小波最初发表于1996年第4期《东方》杂志上的杂文。该文于1997年由中国青年出版社出版发行。观点认为，作者在该作品中倾注了其对中国民众命运的关注，以反讽和幽默的手法直面生活，从一个轻松的角度来解构身边复杂的事态。